# Willie Sjöberg
Vilhelm Tage (Willie) Sjöberg, född 16 september 1911 i Delsbo, Gävleborgs län, död 20 oktober 1984 i Hedvig Eleonora församling i Stockholm, var en svensk skådespelare.
Willie Sjöberg är gravsatt i minneslunden på Norra begravningsplatsen utanför Stockholm.

## Filmografi (urval)
- 1938 – Kloka gubben
- 1948 – Hammarforsens brus
- 1949 – Havets son
- 1954 – Flottans glada gossar
- 1955 – Janne Vängman och den stora kometen
- 1955 – Sommarflickan
- 1958 – Laila
- 1964 – Henrik IV

## Teater

### Roller
| År   | Roll                         | Produktion                                                                         | Regi             | Teater                   |
| ---- | ---------------------------- | ---------------------------------------------------------------------------------- | ---------------- | ------------------------ |
| 1935 | Wint Selby                   | Ljuva ungdomstid (Ah, Wilderness) Eugene O'Neill                                   | Rune Carlsten    | Dramaten                 |
| 1935 | Betjänt 1                    | Den gröna fracken (L’Habit vert) Gaston Arman de Caillavet                         | Rune Carlsten    | Dramaten                 |
| 1936 | En betjänt                   | Förstår vi varandra? (Verstehen wir uns?) Petar von Preradović                     | Albert Nycop     | Helsingborgs stadsteater |
| 1936 | Den unge fången              | Ryttarpatrullen (Jízdní hlídka) František Langer                                   | Rudolf Wendbladh | Helsingborgs stadsteater |
| 1936 | Edvin                        | Fridas visor eller Oscars fyra bekymmer eller En vecka i Lilla Paris Gösta Sjöberg | Albert Nycop     | Helsingborgs stadsteater |
| 1937 |                              | Pygmalion George Bernard Shaw                                                      | Yngve Nordwall   | Helsingborgs stadsteater |
| 1937 | Donald Meadows               | Hans högvördighet ordnar allt (The Bishop Misbehaves) Frederick J. Jackson         | Yngve Nordwall   | Helsingborgs stadsteater |
| 1937 | Baron Krüg junior Journalist | Lavinen (Bílá nemoc) Karel Čapek                                                   | Rudolf Wendbladh | Helsingborgs stadsteater |
| 1937 | Emil Gross                   | Sabinskornas bortrövande (Der Raub des Sabinerinnen) Franz och Paul von Schönthan  | Albert Nycop     | Helsingborgs stadsteater |
| 1938 |                              | Mycket väsen för ingenting (Much Ado About Nothing) William Shakespeare            | Rudolf Wendbladh | Helsingborgs stadsteater |
| 1939 | Studenten                    | Den ljusnande tid, revy Alf Henrikson                                              | Sandro Malmquist | Nya Teatern              |
| 1939 | Efraimson                    | Gamla glada tider: en Emil-Norlander-visans revy Sandro Malmquist                  | Sandro Malmquist | Nya Teatern              |
| 1940 | Shadow                       | Grå gryning (Winterset) Maxwell Anderson                                           | Per-Axel Branner | Nya Teatern              |
| 1942 | Larry Regan                  | Natten till den 17 januari (Night of January 16th) Ayn Rand                        | Per-Axel Branner | Nya Teatern              |
| 1944 |                              | Livet är ju härligt (The Time Of Your Life) William Saroyan                        | Per Knutzon      | Oscarsteatern            |
| 1951 | Den helige Franciscus        | Clérambard Marcel Aymé                                                             | Per-Axel Branner | Nya Teatern              |
| 1954 | Baudricourt                  | Lärkan (L'alouette) Jean Anouilh                                                   | Per-Axel Branner | Nya Teatern              |
| 1961 |                              | Vänta så vackert Axel Strindberg                                                   | Anders Ångström  | Alléteatern              |